# Християнський гуманітарно-економічний відкритий університет
Християнський гуманітарно-економічний відкритий університет (ХГЕУ) — перший в Україні університет, який працює за програмами духовно-світської вищої освіти на основах християнського світогляду. Університет засновано у м. Одесі в 1997 році. Засновники — вчені та священнослужителі.
У ХГЕУ навчають за різними спеціальностями: теологічними, економічними, психологічними, журналістськими, туристичними, лінгвістики та іншим. Форми навчання — очна, заочна, дистанційна. Навчальні програми здійснюють підготовку бакалаврів, магістрів та докторантів.

## Загальні відомості
Університет входить до складу співтовариства європейських університетів «Magna Charta Universitatum»і є одним із засновників та членом Євро-Азіатської акредитаційної асоціації (ЕААА) , яка входить до складу Всесвітньої акредитаційної асоціації ICETE , а також є членом інших міжнародних організацій, взаємодіє з низкою українських, європейських світських і християнських університетів.
ХГЕУ є духовно-світським навчальним закладом, де професорсько-викладацький склад і студенти належать до більшості християнських конфесій та деномінацій: православним, католикам, греко-католикам, баптистам, п'ятидесятникам, адвентистам, методистам, пресвітеріанам та іншими. Сповідання чи символ віри – загальні для всіх. В університеті немає поділу за релігійною ознакою, всіх християн об'єднує віра в Бога і єдиний критерій істини — Біблія.

## Професорсько-викладацький склад і керівництво
Серед викладачів ХГЕУ - доктори, кандидати наук і практики, також магістранти та докторанти ХГЕУ. Постійно в ХГЕУ працюють іноземні викладачі.

## Партнери ХГЕУ
Університет уклав міжнародну партнерську угоду з Вищою гуманітарно-теологічною школою ім. М. Беліні-Чеховського у м. Підкова-Лісна, Республіка Польща з 2014р., що надає можливість працювати за програмами «подвійного диплома».

## Нагороди та визнання
Університет нагороджений орденом Святої Софії, міжнародним орденом «MILLENNIUM AWARD» (Оксфорд, Англія), а також багатьма почесними грамотами .
У 2007 році ХГЕУ увійшов у «сімку» університетів України з отриманням нагороди «Визнання року-2007».
У 2008 році університет відзначений міжнародною нагородою «EUROPEAN QUALITY» («Європейська якість», Оксфорд, Англія).
У 2009 році університет увійшов до десятки університетів України з отриманням нагороди «Визнання року-2009», в цьому ж році отримав міжнародну нагороду «Лаври Слави».
У 2011 році в рейтингу Міжнародної Академії наук і вищої освіти (Лондон, Велика Британія) ХГЕУ зайняв 9 місце.
У 2013 р. увійшов до найкращих 500 університетів світу в рейтингу Євросоюзу «U-MULTIRANK».